# Mézgás
Mézgás (korábban Miezgóc, szlovákul Miezgovce) község Szlovákiában, a Trencséni kerületben, a Báni járásban.

## Fekvése
Bántól 4 km-re keletre, 240 m magasan fekszik.

## Története
1389-ben „Negowycha” néven Luxemburgi Zsigmond adománylevelében említik először, melyben az ugróci uradalmat Stíbor vajdának adja. 1439-ben Albert király oklevele „Myzgoucz” néven említi Beckó várának tartozékaként. Ezután a Bánffy család birtoka, majd 1450-ben a szentmiklósi Pongrácok foglalták el, ami ellen a Bánffyak a nyitrai káptalannak írt levélben tiltakoztak. A Pongrácok után Bánffy András birtoka, halála után pedig özvegyéé. 1502-ben a Bánffyak a Zablathy családnak adták zálogbirtokul. 1547-ben a Zay család szerezte meg, akik a jobbágyság megszüntetéséig voltak a falu urai. 1663-ban a török pusztított a településen, melyet megviseltek Thököly Imre Habsburgellenes harcai is. A Za Kostolom és Kostolný háj dűlőnevek arról tanúskodnak, hogy a településnek régebben temploma is volt. A templom létéről tanúskodik az 1729. és 1767. évi egyházlátogatási jegyzőkönyv is. A feljegyzések szerint a község első haranglába 1757-ben épült. 1786-tól a Zay család megosztozott a birtokon a Kolonichokkal. 1790-ben a községnek 181 lakosa volt, közülük 109 katolikus és 72 evangélikus.
A 18. század végén Vályi András így ír róla: „MIZGOLCZ. Mizgovcze. Tót falu Trentsén Várm. földes Ura. G. Kollonics Uraság, lakosai katolikusok, fekszik Bánhoz nem meszsze, és annak filiája, határja középszerű.”
1828-ban 17 házban 183 lakos élt itt, ebből 63 katolikus, 109 evangélikus és 11 zsidó.
Fényes Elek 1851-ben kiadott geográfiai szótárában így ír a faluról: „Miezgocz, tót falu, Trencsén az uj rend szer. Nyitra vmegyében, az ugróczi uradalomban: 67 kath., 109 evang., 8 zsidó lak. Földje hegyes sovány; fenyves erdeje van.”
A trianoni diktátumig Trencsén vármegye Báni járásához tartozott.
Valószínűleg korábbi templomának alapjait tárták fel az 1960-as években a temető délkeleti részén.

## Népessége
| Év:            | 1994. | 2004.   | 2014.    | 2024.   |
| -------------- | ----- | ------- | -------- | ------- |
| Emberek száma: | 242   | 245     | 280      | 298     |
| Eltérés:       |       | +1,23 % | +14,28 % | +6,42 % |

| Év:            | 2023. | 2024.   |
| -------------- | ----- | ------- |
| Emberek száma: | 296   | 298     |
| Eltérés:       |       | +0,67 % |

1910-ben 428, túlnyomórészt szlovák anyanyelvű lakosa volt.
2001-ben 249 lakosából 247 szlovák volt.
2011-ben 264 lakosából 257 szlovák volt.

## Külső hivatkozások
- Hivatalos oldal
- Községinfó
- Mézgás Szlovákia térképén
- E-obce.sk Archiválva 2009. március 31-i dátummal a Wayback Machine-ben